# Charmosyna toxopei
Il lorichetto fronteazzurra (Charmosyna toxopei Siebers, 1930) è un uccello della famiglia degli Psittaculidi.
Simile al lorichetto di Meek, di taglia attorno ai 16 cm, ha fronte blu e segni rossi sul sottocoda. Abita le foreste montane dell'isola di Buru in Indonesia. Praticamente sconosciuto, potrebbe essere addirittura estinto.